# Nederlands Kunstbezit-collectie

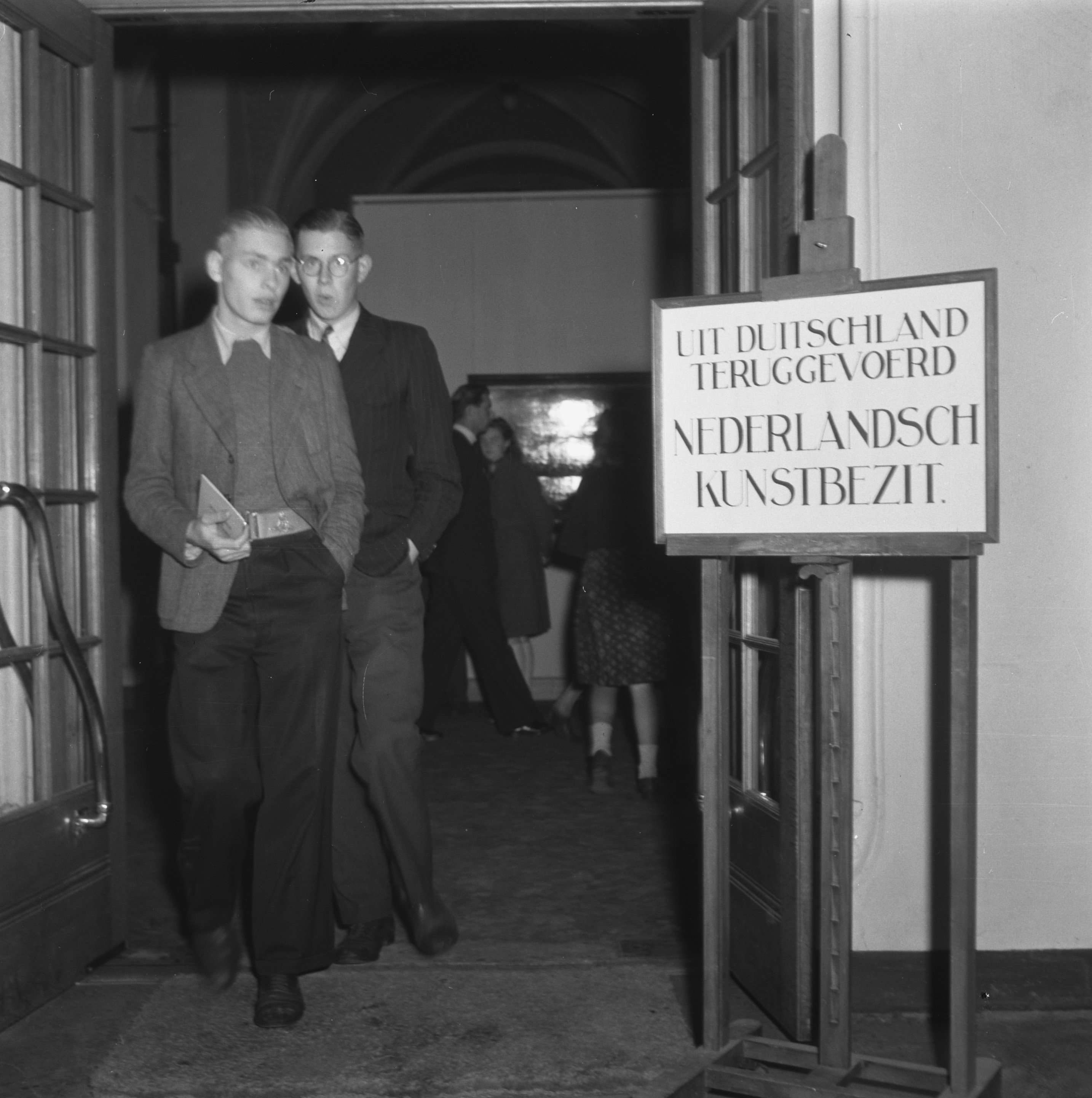
Tentoonstelling van Nederlandse kunstbezit terug uit Duitsland in 1945

De Nederlands Kunstbezit-collectie (NK-collectie) is een kunstcollectie van gerecupereerde kunstwerken die na de Tweede Wereldoorlog aan de Nederlandse staat zijn toegevallen. Het gaat om kunstwerken die door het naziregime in Nederland zijn geroofd of al dan niet onder dwang zijn aangekocht. De collectie wordt beheerd door de Rijksdienst voor het Cultureel Erfgoed en maakt deel uit van de rijkscollectie. De werken kunnen zich bevinden in bruikleen bij Nederlandse musea of overheidsgebouwen, ook bevindt zich een deel opgeslagen in depots.

## Geschiedenis
Na 1945 werden deze kunstwerken gelokaliseerd en teruggebracht naar Nederland door de geallieerden en kwamen ze onder het beheer van de Nederlandse staat. De staat had de opdracht om de werken terug te geven aan de rechtmatige eigenaren of hun erfgenamen, hiervoor werd de Stichting Nederlands Kunstbezit (SNK) opgericht. Lang niet alle claims leidden tot restitutie van de kunstwerken, onenigheid kon leiden tot langlopende procedures, zoals in het geval van de erven Goudstikker. Als gevolg van misstanden werd de SNK op 1 juli 1950 opgeheven en werden de werkzaamheden overgedragen aan het ministerie van Financiën. In de jaren vijftig van de twintigste eeuw vond er een veiling plaats van een aantal voorwerpen die niet konden worden teruggeven. De kunstwerken die uiteindelijk overbleven werden ondergebracht in de NK-collectie.
In 1998 werd het Bureau Herkomst Gezocht (BHG) opgericht met als doel om een systematisch onderzoek uit te voeren naar de herkomstgeschiedenis van alle afzonderlijke kunstwerken. Bij aanvang van het onderzoek bestond de collectie uit zo'n 4700 items, waaronder schilderijen, tekeningen, prenten, keramiek, maar ook zilver, tapijten en meubels. Het onderzoek van het BHG liep tot 2005 en sinds 2001 zijn er enkele honderden werken uit de NK-collectie gerestitueerd. 
In 2002 werd er een studie gepubliceerd, Betwist bezit, die tot stand is gekomen in opdracht van het BHG en concludeerde dat de prioriteit in de beginjaren van de SNK de teruggave aan de rechtmatige eigenaren van de geroofde kunst geen prioriteit had. Het nationaal belang leek te prevaleren, zo zag het ministerie van Financiën de collectie als een middel om de Staatskas aan te vullen. 
Na het opheffen van het BHG is de door hen samengestelde database en bijbehorende website, vanaf 2018, in beheer gekomen bij het Expertisecentrum Restitutie van het NIOD in Amsterdam.

## Verder lezen
- Eelke Muller, Helen Schetlen, Betwist bezit, de Stichting Nederlands Kunstbezit en de teruggave van roofkunst na 1945. Zwolle, 2002